# كأس العرب للمنتخبات تحت 20 سنة 2014
كأس العرب للمنتخبات تحت 20 سنة 2014 هي النسخة الثالثة من كأس العرب للمنتخبات تحت 20 سنة، كان من المُقرّر أن تستضيفها قطر في الفترة ما بين 2 و15 يونيو 2014، ولكن بسبب تزامنها مع كأس العالم 2014، تم الإبلاغ عن تاريخ جديد تحدّد ما بين 25 ديسمبر 2014 و5 يناير 2015. أُلغيت البطولة نهائيًا من قبل الاتحاد العربي لكرة القدم.
كانت القرعة قد أُجريت في 29 أبريل 2014 في الدوحة بقطر.

## المُنتخبات المُشاركة
- جيبوتي
- العراق
- لبنان
- موريتانيا
- قطر (المُستضيف)
- السعودية
- السودان
- تونس (حامل اللّقب)